# Bryan Gunn

Norwich City, đội bóng thành công nhất trong sự nghiệp của Bryan Gunn, đây cũng là đội bóng duy nhất mà ông có được kinh nghiệm huấn luyện trong bóng đá

Bryan James Gunn (sinh ngày 22 tháng 12 năm 1963) là một cựu cầu thủ bóng đá chuyên nghiệp người Scotland, từng chơi ở vị trí thủ môn và đảm nhiệm vai trò huấn luyện viên. Kể từ khi bắt đầu sự nghiệp cầu thủ chuyên nghiệp tại Aberdeen vào những năm đầu thập kỷ 1980, Gunn thi đấu tại Norwich City trong phần lớn sự nghiệp bóng đá và trở thành huyền thoại của câu lạc bộ này. Những năm cuối cùng trong sự nghiệp cầu thủ, Gunn thi đấu tại Scotland trong màu áo Hibernian trước khi giải nghệ vào năm 1998.
Gunn cho rằng đỉnh cao phong độ trong sự nghiệp thi đấu của mình là pha cứu thua "để đời" trong trận đấu giữa Norwich với đội bóng Bayern München trong khuôn khổ Cúp UEFA 1993. Theo nhận định của tờ The Independent, trận đấu này được đánh giá là một trận cầu đỉnh cao trong lịch sử đội bóng Norwich. Gunn là một trong 9 cầu thủ Norwich từng hai lần giành được danh hiệu cầu thủ xuất sắc nhất năm của câu lạc bộ. Ngoài ra, ông là một trong 25 thành viên đầu tiên được vinh danh ở Sảnh danh vọng của câu lạc bộ này. Gunn thi đấu trong màu áo của đội tuyển bóng đá quốc gia Scotland với 6 lần ra sân vào đầu những năm 1990.
Sau khi giải nghệ, Gunn tiếp tục làm một số công việc tại Norwich City với rất nhiều vai trò. Ông được chọn làm huấn luyện viên tạm quyền cho đến cuối mùa giải 2008-09 và sau đó được bổ nhiệm là huấn luyện viên trưởng vào mùa hè cùng năm. Tuy nhiên, sau thất bại trên sân nhà với tỷ số 1-7 trong trận đấu mở màn mùa giải 2009-10 với đối thủ địa phương Colchester United, ông ngay lập tức bị sa thải chỉ sau 1 tuần bắt đầu mùa giải mới.
Sau khi con gái 2 tuổi qua đời do mắc bệnh ung thư bạch cầu vào năm 1992, Gunn tích cực tham gia vào việc gây quỹ nhằm phòng chống bệnh tật và ảnh hưởng của căn bệnh này. Tính đến năm 2011, ông đã đóng góp hơn 1 triệu bảng cho việc nghiên cứu về bệnh ung thư bạch cầu ở trẻ em. Số tiền này đã được sử dụng để tài trợ cho các dự án cải thiện cuộc sống của trẻ em bị bệnh bạch cầu và gia đình của những bệnh nhân này. Thành phố Norwich công nhận việc làm từ thiện của Gunn và sự gắn kết dài lâu của ông của ông với câu lạc bộ bóng đá thành phố và quyết định trao cho ông chức cảnh sát trưởng thành phố Norwich vào năm 2002. Gunn xuất bản tập tự truyện In Where it Hurts: My Autobiography vào năm 2006, huấn luyện viên Alex Ferguson tham gia bằng cách viết phần lời nói đầu cho tập tự truyện.

## Những năm đầu đời
Gunn sinh ngày 22 tháng 12 năm 1963 tại Thurso, Scotland, một địa điểm cách John O'Groats 20 dặm (khoảng 32 km). Cha ông là James Gunn, một tài xế xe tải đường dài và mẹ ông là Jessie Sinclair, một nhân viên nhà ăn tại nhà máy điện hạt nhân Dounreay. Hai ông bà tiến hành việc kết hôn, dù hai dòng tộc có những bất hòa kéo dài từ thế kỷ 16. James là một cầu thủ nghiệp dư, chơi bóng ở vị trí cánh phải cho đội bóng địa phương Invergordon F.C.
Gia đình Gunn sinh sống tại một trang trại tại Thurso. Thuở ấu thơ, những người nông dân thường hay đề nghị Gunn chơi bóng cùng họ. Nếu không có sẵn bóng, họ sẽ chơi với củ cải để thay thế. Lên bốn tuổi, Gunn bắt đầu yêu thích việc bảo vệ khung thành, không lo sợ những chấn thương và yêu thích việc lăn xả để bắt bóng. Nửa năm sau, gia đình Gunn chuyển đến Invergordon, địa điểm cách Inverness 20 dặm. Ông theo học trường tiểu học thị trấn và gia nhập đội bóng đá của trường. Tại đội bóng trường, Bobby Geddes là lựa chọn số một cho vị trí thủ môn. Geddes sau này cũng trở thành một cầu thủ chuyên nghiệp. Gunn chơi bóng với vai trò một cầu thủ tấn công cho đến khi Geddes chuyển lên học ở trường cấp hai.
Gunn theo học cấp trung học tại Học viện Invergordon từ năm 1975 đến năm 1980, và đạt được điểm O ở rất nhiều môn học, kể cả tiếng Anh, Toán, Lịch sử và Hóa học. Ông trượt bài kiểm tra Tiếng Pháp sau khi làm bài trong khi lên đường với đội U-15 Scotland. Ngưởi quản lý đội bóng đá trường, cũng là huấn luyện viên từng đề nghị Bryan Gunn được chơi cho đội U-15 Invergordon F.C khi cậu 13 tuổi. Trận ra mắt, đội bóng của Gunn để thua đối thủ với tỉ số 9-0, nhưng màn trình diễn của chàng cầu thủ mới đã thu hút được sự chú ý của các tuyển trạch viên đội tuyển quốc gia và Gunn được triệu tập lên đội tuyến bóng đá U-15 Scotland. Gunn được triệu tập lên tuyển năm cậu 14 tuổi, cùng lúc trong khoảng thời gian cậu ký hợp đồng thi đấu cho Aberdeen.

## Sự nghiệp cầu thủ

### Aberdeen

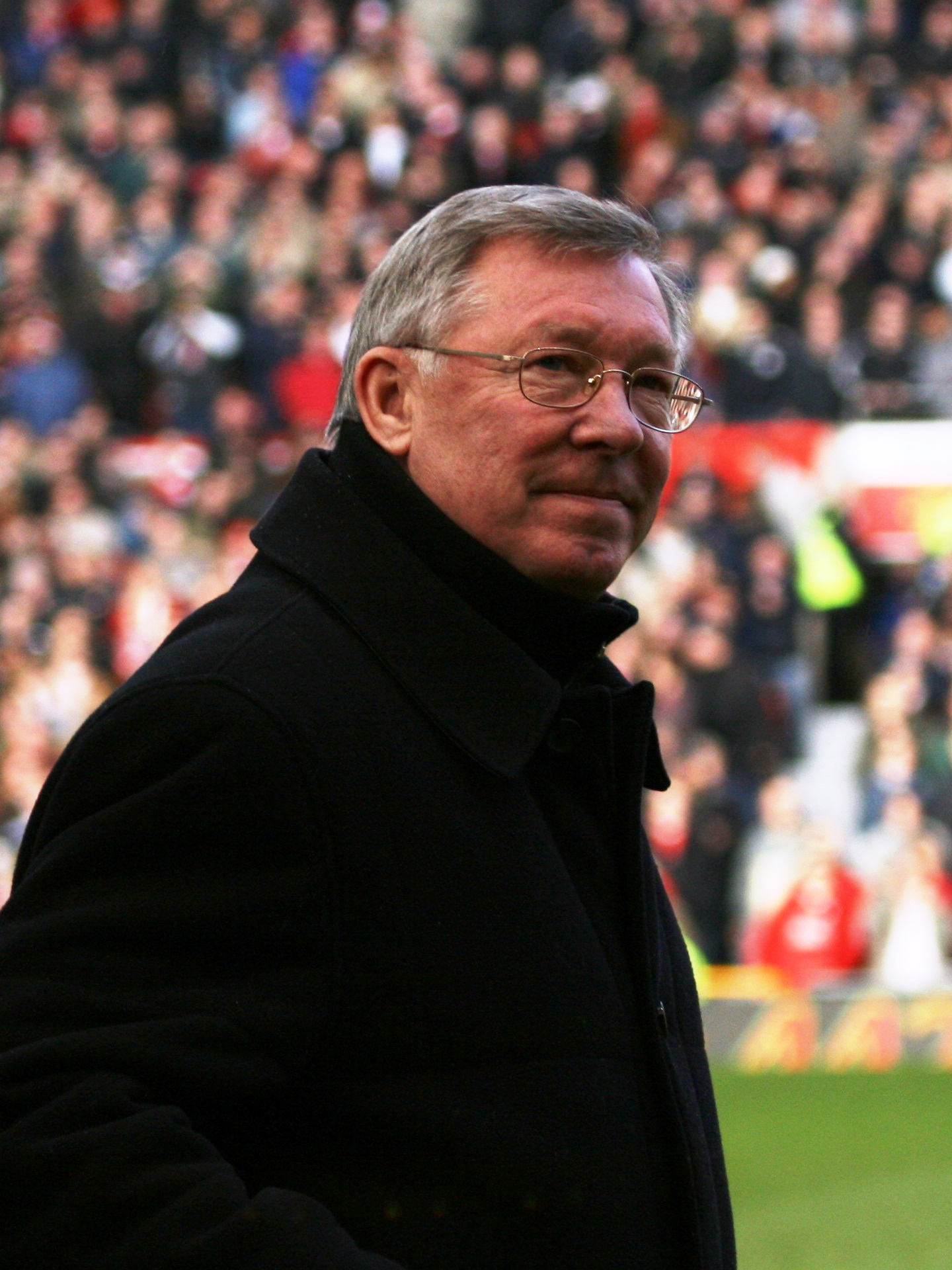
Huấn luyện viên cũ của Aberdeen, Alex Ferguson, cũng là huấn luyện viên cũ của Gunn.

Năm 1980, Gunn bắt đầu sự nghiệp thi đấu chuyên nghiệp của mình tại Aberdeen, và có mối quan hệ tốt đẹp với Alex Ferguson, người về sau trở thành huấn luyện viên của chính Gunn. Điều này đã được tiết lộ vào năm 1997, khi Ferguson cùng với Manchester United hành quân đến Carrow Road. Khi còn đang thử việc tại Aberdeen, Gunn cũng làm công việc trông trẻ cho các con, cháu của Ferguson.
Thời gian đầu tại Aberdeen, Gunn thường không chơi ở vị trí thủ môn và ông được xem là một cầu thủ tấn công. Ferguson nhớ lại: "Cậu ấy có thể làm một tiền đạo chơi bóng giống như bất cứ ai. Trong thực tế, tôi từng thấy một lần cậu ta chơi như một tiền vệ trung tâm ở phía trước trong một trận đấu tập và ghi một bàn thắng tuyệt vời... Đó là khoảnh khắc tuyệt diệu". Tuy nhiên, vì là một cầu thủ chuyên nghiệp, và với chiều cao của ông 6 ft 2 in (1,88 m), Gunn được chơi bóng với vai trò mới là người trấn giữ khung thành.
Gunn đạt nhiều thành công trong sự nghiệp thủ môn nhờ sự hỗ trợ của huấn luyện viên thủ môn người Bỉ tại Aberdeen, Marc De Clerck. Vào thời điểm rất ít đội bóng Anh có được một hệ thống đào tạo chuyên nghiệp, De Clerck đã giới thiệu Gunn và thủ môn đội tuyển quốc gia Scotland Jim Leighton để đào tạo họ thêm một vài kỹ thuật. Các thủ môn sẽ tham gia tranh chấp vào các pha bóng trong khi tập luyện với phần còn lại của đội hình. Giám đốc kĩ thuật Aberdeen Teddy Scott đã gây ảnh hưởng đến Gunn. Ông Scott đã giúp Gunn nhận biết nhiều điều về sự chăm chỉ và cống hiến. Ngoài ra, Gunn cũng chịu ảnh hưởng từ Alex McLeish. Sự xuất hiện của Leighton khiến Gunn chỉ bắt được 21 trận cho Aberdeen. Ông có trận ra mắt với câu lạc bộ này khi họ chạm trán Hibernian ở Pittodrie vào ngày 30 tháng 10 năm 1982, sau đó Gunn tiếp tục có bốn trận giữ sạch lưới cho câu lạc bộ. Mặc dù hai người là đối thủ của nhau trong việc giành vị trí ở đội hình chính, nhưng Gunn lại có mối quan hệ tốt đẹp với Leighton; điều đó được thể hiện bằng việc Gunn đến thăm và ăn cơm ở nhà Leighton mỗi tuần một lần.
Được đào tạo và thi đấu cho đội dự bị, đồng thời đôi lúc cũng được xuất hiện trong đội hình chính, Gunn được gọi vào đội U-21 Scotland, và ông có trận ra mắt trong tháng 11 năm 1983 khi thi đấu với U-21 Đông Đức. Ông cùng đồng đội giành được Cúp liên đoàn Scotland và vô địch tại Cúp các đội đoạt cúp bóng đá quốc gia châu Âu (European Cup Winner's Cup), mặc dù không được ra sân thi đấu chính thức trong cả hai trận chung kết. Ông được ra sân trong trận đấu tại tứ kết European Cup 1986, khi Aberdeen có trận hoà 2-2 với Gothenburg. "Jim bị gạch tên khỏi đội hình xuất phát, vì vậy tôi đã ra sân trong cả trận", Gunn nhớ lại. Gunn đã có một trận đấu xuất sắc. Bình luận trận đấu, Glasgow Herald cho biết, "trận đấu chỉ có sự xuất sắc của Willie Miller và Bryan Gunn mới có thể cầm chân được những cầu thủ đến từ Thụy Điển, và Gunn cũng đã góp công trong bàn thắng thứ hai của Aberdeen sau một cú đá từ đầu sân đến cuối sân.
Nhận thấy Leighton khó có thể bị mất vị trí trong đội hình, Ferguson có ý định bán Gunn cho một câu lạc bộ khác, và vào tháng 10 năm 1986, huấn luyện viên này đã bán Gunn cho Norwich City với giá 100.000 bảng. Việc chuyển nhượng dường như đã hoàn thành trong mùa hè năm 1986, nhưng Ferguson quyết định trì hoãn việc này cho đến tháng 10 với mục đích muốn có thêm thời gian cho Leighton hồi phục chấn thương.

### Norwich City

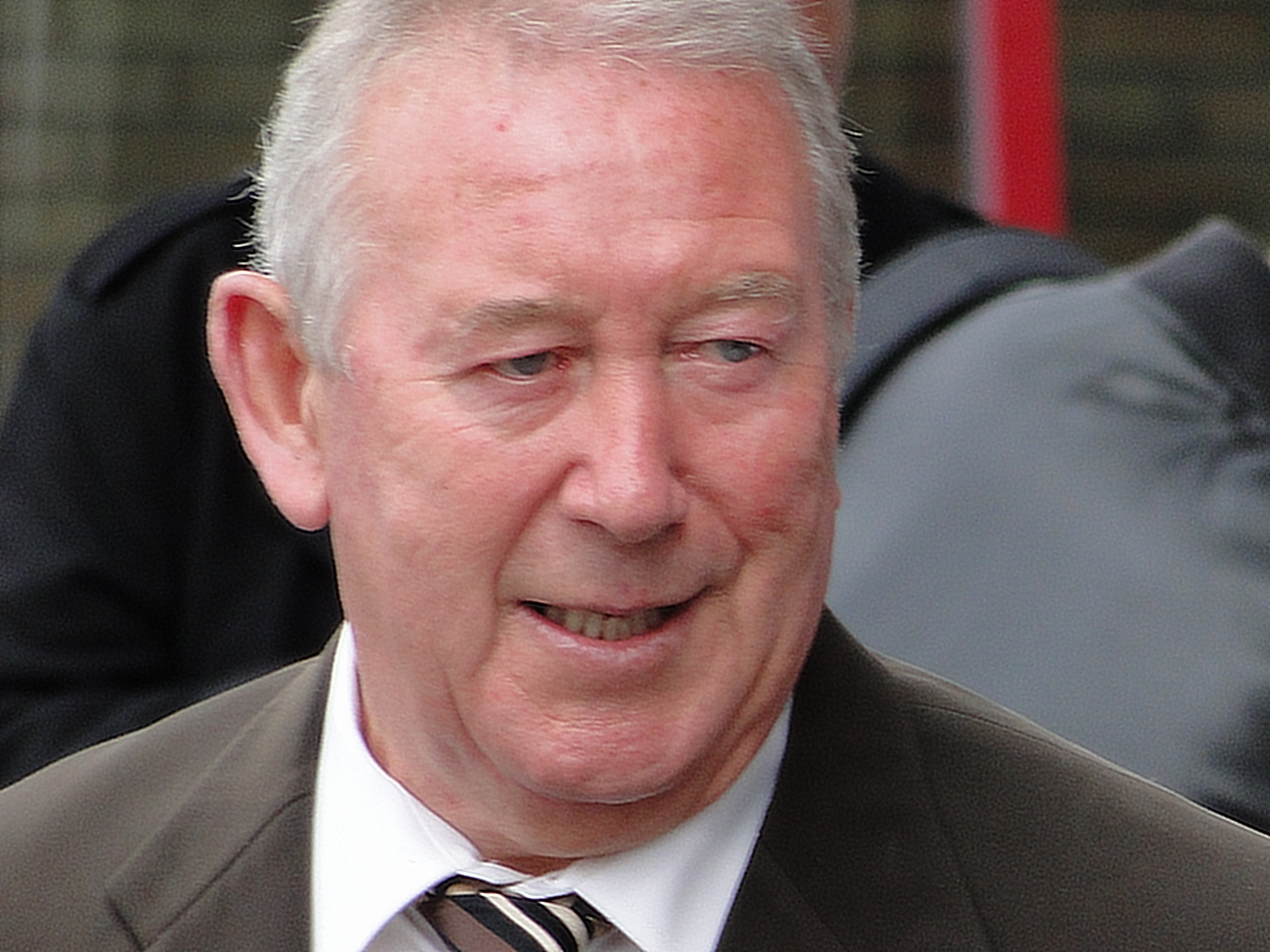
Ken Brown, huấn luyện viên của Norwich lúc đó, đã ký hợp đồng với Bryan Gunn để ông gia nhập câu lạc bộ vùng Norfolk

Gunn chia sẻ khi di chuyển đến Norwich: "Norwich rất dễ định cư, giống như Aberdeen-một thành phố được bao bọc giữa những vùng quê tươi đẹp và rất nhiều trang trại." Tuy nhiên, kể từ khi gia nhập đội bóng vào nửa đầu mùa giải mới của câu lạc bộ, ban đầu ông cảm thấy khó khăn để giành được một suất bắt chính. Gunn được mua về để thay thế cho thủ môn đội tuyển Anh Chris Woods đã chuyển tới Rangers F.C.. Trong khi đó, thủ môn đội dự bị Graham Benstead đã có một số trận đấu tốt và đưa Norwich vươn lên tốp đầu giải vô địch quốc gia. Ken Brown muốn sử dụng Benstead và khiến Gunn phải chờ đợi suất đá chính. Thất bại với tỷ số 2-6 tại Anfield được xem là đã tạo cho Gunn cơ hội để có suất bắt chính ở đội một. Ông có trận ra mắt đội một của Norwich trong chiến thắng tại Full Members Cup trước Coventry City nhưng lại để thủng lưới từ một quả phạt đền, và sau đó Gunn đã có trận ra mắt đầu tiên ở giải vô địch quốc gia trong chiến thắng 2-1 trước Tottenham Hotspur tại Carrow Road vào ngày 8 tháng 11 năm 1986.
Norwich kết thúc mùa giải đầu tiên ở hạng nhất (giải vô địch quốc gia Anh lúc đó) ở vị trí thứ 5, vị trí cao nhất mà đội bóng này từng đạt được tính đến thời điểm đó. Nhờ vậy mà đến tháng 5 năm 1988, giá trị của Gunn đã tăng lên đáng kể, và câu lạc bộ đã từ chối một lời đề nghị chuyển nhượng với mức giá 500.000 Bảng Anh từ Ian Porterfield để Gunn trở lại Aberdeen. Mục đích của việc chuyển nhượng là để thay thế Leighton, người sau đó đã chuyển đến Manchester United và đoàn tụ với Alex Ferguson.
Gunn cùng với Norwich lọt vào bán kết cúp FA năm 1989, nhưng lại đã bỏ lỡ trận bán kết năm 1992 vì chấn thương. Tuy nhiên trận đấu và khoảnh khắc được đánh giá là đỉnh cao phong độ của Gunn và của Norwich City chính là chiến thắng đầy bất ngờ của họ trước gã khổng lồ châu Âu Bayern München trong khuôn khổ UEFA Cup vào năm 1993. Tờ Independent đánh giá trận đấu là "đỉnh cao trong lịch sử Norwich City". Gunn đã thực hiện một số pha cứu thua để bảo vệ khung thành của "Những chú chim hoàng yến" trong suốt trận đấu. Ông cho rằng pha cứu thua từ cú sút của tiền đạo Bayern Adolfo Valencia là pha cản phá tốt nhất trong sự nghiệp thi đấu của mình. Pha cản phá này cũng được mô tả là "một trong những pha cứu thua nổi bật nhất đến từ một thủ môn của Norwich City". Tuy nhiên, Gunn cũng mắc sai lầm trong trận derby Đông Anglian ở mùa 1995-96, từ đường chuyền về của Robert Ullathorne, Gunn đã bất cẩn, sút trượt khiến bóng nhẹ nhàng lăn vào lưới. Norwich để thua đầy oan uổng với tỷ số 1-2.
Bryan Gunn, Squarefootball.com
Trong tháng 11 năm 1989, Gunn có liên quan đến một vụ việc gây tranh cãi, thu hút sự chú ý của giới truyền thông. Đó là trận đấu Norwich tới làm khách tại sân Highbury - sân nhà của Arsenal. Trong năm phút cuối trận, cầu thủ David O'Leary của Arsenal đã ghi bàn thắng gỡ hòa 3-3. Sau đó, trong những giây cuối cùng của trận đấu, trọng tài cho Arsenal hưởng một quả penalty. Các cầu thủ Norwich đã cảm thấy khó chịu vì diễn biến trận đấu lúc đó, và đối với họ đó là một quyết định "thực sự đen tối". Gunn lúc đó đã đỡ được cú sút của Lee Dixon, nhưng không thể cản phá pha làm bàn bằng cú đá bồi sau đó của cầu thủ này. Trong lúc chờ đợi tiếng còi mãn cuộc, Mark Bowen và Ian Culverhouse của Norwich và Alan Smith của Arsenal lao vào ẩu đả. Gunn kể lại, "Bàn thắng sau đó đã được công nhận, nhưng tình hình lại xấu đi nhanh chóng, ba cầu thủ trong khu vực khung thành có "một vụ xô xát nhỏ". Riêng Nigel Winterburn của Arsenal đã "có một cái nhìn đầy xấu xí đến Dale Gordon, người đã nhanh chóng đẩy anh ta ra xa". Kết quả của những sự việc trên là một vụ ẩu đả:
Đột nhiên ẩu đả bắt đầu, thời điểm quan trọng. Mọi người bắt đầu lao đến dồn dập, ngay trước mặt tôi... Vài cầu thủ hiếm hoi không dính dáng đến sự việc là [những cầu thủ của Arsenal] John Lukic, Tony Adams, David O'Leary và tôi... Tôi đã đến chỗ ẩu đả để can ngăn... và phát hiện ra rằng những cầu thủ đã chạy qua vạch giữa sân là O'Leary và Adams. Tôi cảm thấy việc của mình là phải ngăn cản các cầu thủ trên khi họ tiến vào; và như một bản năng, tôi đã túm lấy Adams bằng một tay và đấm anh ta bằng tay kia.
Hầu như tất cả cầu thủ, chỉ trừ một người trong số hai mươi hai cầu thủ trên sân tham gia vào cuộc ẩu đả, nhưng không một ai bị đuổi khỏi sân. Ngày hôm sau, báo chí đã đăng các bài báo và hình ảnh với những gì mà họ gọi là "Vụ ẩu đả tại Highbury". Buổi chiều hôm đó, Gunn nhận được một cuộc điện thoại từ một nhà báo của tờ Today: "Ai nói với anh rằng các cầu thủ của Arsenal nói Gunn đã xúi giục cuộc ẩu đả?" Tức giận, thủ môn của Norwich nói vặn lại rằng chuyện này trên thực tế là ngược lại với cáo buộc trên. Số báo ra vào ngày thứ Hai có bài "Gunn đổ lỗi cho Arsenal". Gunn đã bị Liên đoàn bóng đá Anh chỉ trích và cảnh cáo về hành vi của mình. Cả hai câu lạc bộ bị phạt, và Gunn bị phạt hai tuần lương (khoảng 800 bảng) tại Norwich City.
Dưới sự dẫn dắt của John Deehan, Norwich đang xếp ở vị trí thứ 7 tại Giải bóng đá Ngoại hạng Anh mùa giải 1994-95, trước khi Gunn gặp phải chấn thương mắt cá chân trong trận đấu với Nottingham Forest ngày 27 tháng 12 năm 1994. Tầm quan trọng của ông với câu lạc bộ đã được thể hiện rõ khi Norwich sau đó đã tụt dốc trên bảng xếp hạng, với chỉ 1 chiến thắng trong 17 trận đấu trước khi Gunn bình phục chấn thương. Đội bóng kết thúc mùa giải ở vị trí thứ 20 và phải xuống chơi ở giải hạng Nhất. Gunn vẫn giữ được một vị trí đá chính ở đội một trong mùa giải 1995-1996, và tái xuất trong trận đấu với Wolverhampton Wanderers vào ngày 17 tháng 2 năm 1996, trong trận đấu này Gunn mang băng đội trưởng khi thủ quân cũ của đội là Jon Newsome rời câu lạc bộ. Tuy nhiên, khi Mike Walker đã trở thành huấn luyện viên trưởng trong mùa giải 1996-1997, ông đã chọn Ian Crook làm đội trưởng thay thế. Gunn có lần ra sân cuối cùng trong đội hình chính khi đội bóng thất bại 0-1 trước Crewe ngày 31 tháng 1 năm 1998. Theo tờ Sunday Mirror, ông đã có một "màn trình diễn không được xuất sắc", điều này cho thấy khả năng của ông "đã giảm dần theo thời gian".
Gunn có 478 lần ra sân trong đội một của Norwich trên tất cả các đấu trường. Ông được bình chọn là "Cầu thủ xuất sắc nhất năm của Norwich City" vào các năm 1988 và 1993. Lần được bình chọn thứ hai của Gunn đến vào cuối mùa bóng 1992-93, khi Norwich cán đích ở vị trí thứ ba tại Giải bóng đá Ngoại hạng Anh, thành tích tốt nhất của họ tại sân chơi này. Câu lạc bộ đã trao cho Gunn một trận đấu để tri ân những đóng góp của ông với câu lạc bộ vào năm 1996, khi Alex Ferguson cùng các cầu thủ của Manchester United đến làm khách trên sân Carrow Road.

### Hibernian

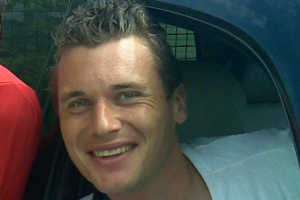
Andy Marshall dần thay thế Gunn trong đội 1 của Norwich.

Mùa giải 1997-98, Gunn phải rời Norwich vì sự xuất hiện của Andy Marshall. Sự xuất hiện của cầu thủ này tại Norwich đá khiến cơ hội ra sân của Gunn bị hạn chế, do đó mà Gunn đã ký hợp đồng dưới hình thức cho mượn với Hibernian vào tháng 2 năm 1998. Theo luật chuyển nhượng của Scotland thì hợp đồng cho mượn này là không hợp lệ, vì vậy thay vào đó ông đã nhanh chóng ký hợp đồng chính thức với một mức phí chuyển nhượng không được tiết lộ, về sau được Gunn tiết lộ là 25.000 bảng Anh.
Quan điểm của Gunn về việc gia nhập Hibernian có sự nuối tiếc: "…[Rời Norwich] là một quyết định rất khó khăn, nhưng thực sự tôi đã có 12 năm tuyệt vời tại câu lạc bộ đó và vào lúc này tôi không còn là số 1 (đối với Mike Walker) nữa". Ông gia nhập Hibernian khi đội bóng này vật lộn ở nhóm nguy hiểm tại giải ngoại hạng Scotland; thời điểm đó Alex McLeish được bổ nhiệm làm huấn luyện viên trưởng.
Gunn không thể giúp câu lạc bộ trụ hạng và phải xuống hạng nhất, nhưng sau đó ông vẫn tiếp tục ký hợp đồng hai năm vào tháng 7 năm 1998. Tuy nhiên, với việc bị gãy xương bàn chân trong mùa hè 1998 khiến Gunn có nguy cơ phải kết thúc sự nghiệp. Theo lời khuyên của bác sĩ, Gunn chính thức giải nghệ vào tháng 3 năm 1999.
Ấn tượng của Gunn trong thời gian của ông ở Edinburgh là sự lạc quan. "Tôi chỉ chơi 12 trận cho Hibees nhưng thật tuyệt vời. Đội bóng đã đánh bại Hearts trong trận derby duy nhất của tôi với tỷ số 2-1 (John Robertson ghi bàn thắng thứ 50 cho Hearts trong trận derby nhưng tôi đã nói với anh ta rằng việc này không quan trọng bằng việc chúng tôi đã giành chiến thắng) và đã giữ sạch lưới tại Celtic Park (ngăn không cho họ đăng quang chức vô địch giải ngoại hạng Scotland ngày hôm đó)." Gunn nhận được những điều ông gọi là "sự đón nhận tuyệt vời" từ người hâm mộ Aberdeen khi ra sân cho Hibernian trong trận đấu với đội bóng cũ.

### Sự nghiệp quốc tế
Gunn đã từng được triệu tập vào các đội tuyển trẻ của Scotland. Ông là một trong những cầu thủ nằm trong đội hình đã giành chức vô địch giải U-18 châu Âu, nhưng không chơi trong trận chung kết vì Aberdeen thời điểm đó cũng lọt tới trận chung kết Cúp Quốc gia Scotland năm 1982. Robin Rae đã thay Gunn chơi trận chung kết và trận này Scotland đã đánh bại Tiệp Khắc với tỉ số 3-1.
Năm 1983, Gunn cùng với đội U-19 Scotland đến Mexico tham dự Giải vô địch bóng đá trẻ thế giới. Gunn chơi trong cả bốn trận của Scotland tại giải đấu đó, từ đây mà Gunn đã rút ra nhiều kinh nghiệm thi đấu khi ông phải đương đầu với nhiều thách thức trong suốt hành trình thi đấu. Trái bóng Adidas được sử dụng, theo ông thì "nó thực sự bay được trong không khí", điều này giúp các cú sút xa có thể đạt đến một độ cao nhất định. Trong trận ra quân với Hàn Quốc, một số phần tử trong 26.000 khán giả trên sân "rõ ràng không ưa chúng tôi về mọi mặt... tôi đã bị họ ném những đồng xu... và trái cây thối". Đỉnh điểm của sự xúc phạm là ông bị đánh vào sau gáy bằng một túi nhựa bốc mùi ôi thiu, trong đó có chứa cá thối. Gunn như cảm thấy mình đang bị "hăm dọa... bởi một cơn ác mộng" nhưng ông đã thực hiện chiến lược không quan tâm đến những gì xảy ra bên ngoài đường biên và có "một trong những trận đấu tốt nhất của cuộc đời mình". Gunn đã giữ sạch lưới và giúp Scotland giành chiến thắng 2-0. Huấn luyện viên trưởng đội trẻ Scotland và huấn luyện viên tương lai của đội tuyển quốc gia nước này là Andy Roxburgh nói với Gunn rằng: "đây là thành tích tốt nhất mà tôi từng nhìn thấy từ một thủ môn người Scotland, ở mọi cấp độ". Ở trận đấu cuối cùng của vòng bảng, Scotland cần giành chiến thắng để có đi tiếp, trận này đội bóng của Gunn đối đầu với đội chủ nhà, Mexico. Con số khán giả chính thức có mặt tại sân vận động Azteca là 86.582, mặc dù Gunn tin rằng con số thực tế lên đến hơn 100 nghìn người. Một lần nữa, các cổ động viên lại ném các vật thể vào người Gunn, trong đó có một chai Johnnie Walker, nhưng khi Scotland vươn lên dẫn trước 1-0, người hâm mộ thất vọng vì màn trình diễn của đội chủ nhà và chuyển sang một "trận mưa chai và đồng tiền" vào các cầu thủ Mexico. Scotland đã để thua 0-1 trong trận tứ kết với Ba Lan
Gunn đã ra sân 6 trận cho đội tuyển quốc gia Scotland, lọt lưới 10 bàn. Ông là một thành viên trong đội hình cửa Scotland tham dự Giải vô địch bóng đá thế giới 1990, nhưng không chơi trận nào trong số ba trận còng của Scotland tại kỳ World Cup ấy, bởi ông chỉ là sự lựa chọn thứ ba trong khung gỗ sau Jim Leighton và Andy Goram. Gunn đã có màn ra mắt đội tuyển quốc gia Scotland trong trận giao hữu trước thềm giải đấu với Ai Cập, nhưng mắc lỗi trong hai bàn thắng của Ai Cập khiến Scotland thất bại 1-3. Trận đấu này được cha mẹ của ông xem. Gunn đã có bốn lần ra sân cho Scotland tại vòng loại Giải vô địch bóng đá thế giới 1994. Trận đấu cuối cùng của ông cho đội tuyển là lần được vào sân thay người ở hiệp hai của trận giao hữu với Hà Lan vào tháng 5 năm 1994, trận đấu Scotland đã để thua 1-3.

### Danh hiệu
- Vô địch Giải vô địch bóng đá U-18 châu Âu, 1982[51]
- Vô địch Cúp các đội đoạt cúp bóng đá quốc gia châu Âu, 1983[22]
- Vô địch Cúp liên đoàn Scotland, 1985[21]
- Cầu thủ Norwich City xuất sắc nhất năm (cúp Barry Butler), 1988, 1993[43]
- Sảnh danh vọng Norwich City F.C. (thành viên đầu tiên), 2002[61]

## Sự nghiệp huấn luyện và các hoạt động khác
Gunn đạt được Chứng chỉ UEFA Pro dành cho các huấn luyện viên trong khi vẫn đang thi đấu cho Aberdeen vào năm 1983 tại Largs. Sau khi giải nghệ vào năm 1999, Gunn bắt đầu làm việc ở bộ phận lễ tân tại sân Carrow Road, và đặc biệt tại "The Gunn Club", một cửa hàng phục vụ mang tên ông.
Trong những năm tiếp theo, Gunn đã thăng tiến nhanh, từ một nhân viên lễ tân, ông đã đảm nhiệm thêm nhiều vị trí khác ở Norwich; trong đó có vái trò quản lý vấn đề tài trợ của câu lạc bộ trong giai đoạn từ năm 1999 đến 2006. Huấn luyện viên Peter Grant đưa Gunn vào "ban quản lý" với chức vụ giám đốc thể thao của câu lạc bộ trong năm 2007. Gunn làm việc trong vai trò liên lạc, đàm phán về chuyển nhượng và hợp đồng cho mượn, công việc mà ông có thể tận dụng các mối quan hệ mình có được trong sự nghiệp cầu thủ.
Khi Glenn Roeder được bổ nhiệm làm huấn luyện viên trưởng vào tháng 11 năm 2007, huấn luyện viên thủ môn James Hollman chia tay câu lạc bộ, và Gunn đảm nhận vai trò này trong phần còn lại của mùa giải đầu tiên mà ông chính thức có tên trong ban huấn luyện. Cũng ngay chính trong mùa giải đầu tiên này, Gunn được thăng chức trưởng bộ phận tuyển trạch, đồng thời kiêm nhiệm vai trò huấn luyện viên thủ môn.

### Huấn luyện viên tại Norwich City
Sau khi sa thải huấn luyện viên Roeder vào tháng 1 năm 2009, Gunn được đề nghị cho chiếc ghế huấn luyện viên trưởng của đội 1. Trong một cuộc phỏng vấn với BBC Radio Norfolk, ông tiết lộ rằng ông đã "nói với các cầu thủ rằng họ đã khiến đội sa sút". Trong trận đấu đầu tiên của mình với vai trò huấn luyện viên tạm quyền, người hâm mộ đã dành cho Gunn những sự "đón tiếp phấn khích", ở trận đấu này Norwich đã thắng Bransley với tỷ số 4-0. Các cầu thủ đều có chung tinh thần ủng hộ: theo tờ Scotland on Sunday, "trong phòng thay đồ, tiền vệ [Norwich], Darel Russell, đưa Chủ tịch Roger Munby vào phòng tắm, yêu cầu trao cho Gunn một bản hợp đồng với thời hạn vô hạn". Sự ủng hộ với Gunn ngày càng lớn, một trang Facebook có tên "Bryan Gunn for manager" được lập ra sau đó bởi cô con gái 17 tuổi của Gunn, Melissa; trang này sớm thu hút khoảng 3.000 thành viên. Gunn đã cân nhắc việc đảm nhận vai trò huấn luyện viên lâu dài; trước đó ông đã tự tiến cử mình nhưng không thành công trong vai trò là huấn luyện viên trưởng Norwich vào năm 1998. Vào ngày 19 tháng 1 năm 2009, Gunn đã gọi điện thoại cho Giám đốc và yêu cầu được xem xét. Ông đã có buổi gặp riêng Giám đốc vào buổi chiều và "đến 10:30 (UTC) của ngày hôm sau, Gunn được bổ nhiệm làm huấn luyện viên tạm quyền cho đến khi mùa giải kết thúc".
Gunn thiết lập một bộ khung quản lý hậu trường bao gồm các cựu cầu thủ từng là đồng đội ở Norwich, trong đó có đội trưởng cũ Ian Crook nằm trong ban huấn luyện đội một và John Deehan là trưởng bộ phận tuyển trạch. Tuy nhiên, những sự thay đổi mới đã không thể được duy trì, khi Norwich để thua ba trận cuối cùng của mùa giải và phải rời giải hạng nhất xuống chơi ở League One. Gunn gán cầu thủ của mình với cụm từ "xấu hổ" sau thất bại 2-4 trước Charlton Athletic, đội bét bảng và đã nhận lấy vé xuống hạng trước đó. Trong cuốn Tales from the City, Gunn có chia sẻ về trận đấu đó: "Khi đến Charlton ở vòng đấu cuối cùng, tôi đã nghĩ rằng chúng tôi có thể trụ hạng thành công... Nhưng chúng tôi đã nhận thất bại 2-4 và phải xuống giải hạng ba. Tôi bị sốc. Ban lãnh đạo đội bóng đã xuống sân gặp và nói lời cảm ơn đến người hâm mộ vì sự ủng hộ của họ với đội bóng và tôi đã rơi nước mắt khi nhìn thấy Delia và Michael làm điều đó. Tôi nói với họ rằng tôi rất tiếc."
Việc Norwich phải xuống hạng đã làm thay đổi suy nghĩ của Gunn về vấn đề tiếp tục đảm nhận công việc ở Norwich. Ông quyết định sẽ không tiếp tục làm huấn luyện viên nếu Norwich vẫn còn trụ lại ở Giải bóng đá Hạng nhất Anh, và đã cố gắng tìm công việc mới với Norwich nhưng phải đảm bảo việc dành nhiều thời gian hơn cho gia đình. Tuy nhiên đối với Gunn, "Sự xuống hạng là một thất bại và tôi cảm thấy mình không thể từ bỏ công việc. Tôi nghĩ mình phải làm những gì có thể để mọi thứ trở lại đúng quỹ đạo, nếu tôi có cơ hội. Và tôi đã quyết định như thế."
Mặc dù phải xuống giải hạng ba Anh (Football League One) lần đầu tiên trong gần 50 năm, Norwich vẫn tái bổ nhiệm Gunn làm huấn luyện viên cho mùa giải 2009-10. Crook, Canary Ian Butterworth là trợ lý và tổ chức lại ban huấn luyện. 
Trong mùa hè, Gunn đã ký hợp đồng với 12 cầu thủ, hầu hết dưới dạng chuyển nhượng tự do, bao gồm cả cầu thủ Úc Michael Theoklitos, một thủ môn từ Melbourne Victory. Sau đó, ông chỉ đạo câu lạc bộ thi đấu một số trận giao hữu trước mùa giải, trong đó Norwich đã bất bại.
Gần một tháng sau khi bổ nhiệm lại Gunn, Norwich đã bổ nhiệm thêm một giám đốc điều hành mới, David McNally. Với sự thất vọng của việc không thể trụ hạng, việc bổ nhiệm lại Gunn đã gây tranh cãi, và hơn nữa là cầu thủ đã thực hiện theo. Và trận mở màn của mùa giải mới, Norwich chơi trên sân nhà với Colchester United, đối thủ đại diện cho niềm tự hào của vùng Anglia. Đội bóng của Gunn chịu thất bại với tỷ số 7-1 và Theoklitos, hợp đồng của Gunn theo dạng chuyển nhượng tự do, đã bị báo chí đặc biệt đổ lỗi cho sự thất bại Theoklitos sau đó thừa nhận đó là "hiệu suất tồi tệ nhất trong sự nghiệp của tôi".
Mặc dù vậy, anh vẫn hỗ trợ giữ quan hệ với Gunn, mặc dù có một việc đã xảy ra, Theoklitos không bao giờ chơi cho Norwich thêm một lần nữa.
Trong trận đấu, chính người hâm mộ và giới truyền thông đã bắt đầu phản ứng mạnh mẽ với cú sốc tồi tệ nhất khi Norwich bị đánh bại trên sân nhà. Trong hiệp một, sau khi đội khách đã dẫn trước 4-0, hai người hâm mộ tiếp cận băng ghế dự bị của Norwich, xuất hiện để xé và ném vé xem trận đấu vào Gunn. Nhiều người hâm mộ ra khỏi sân trước khi trận đấu kết thúc, và sau đó khoảng 300 người đã biểu tình bên ngoài sân vận động Khu vực dùng để đặt các phương tiện truyền thông trong trận đấu rất ngạc nhiên một cách tiêu cực: BBC sử dụng các thuật ngữ như "bảo vệ khung thành tai hại", "Colchester nổi loạn", "ảm đạm", và "bắt đầu thảm họa" và các nhà báo cũng suy đoán về chức huấn luyện viên của Gunn. Sự việc có vẻ tốt hơn sau chiến thắng 4-0 tại League Cup trước Yeovil vào hôm thứ ba. Tuy nhiên, Gunn đã bị sa thải bởi McNally vào ngày 14 tháng 8 năm 2009, sáu ngày sau khi thất bại trước Colchester.
Gunn bị ảnh hưởng trong triết lý huấn luyện của mình từ huấn luyện viên cũ của Norwich Mike Walker. Là một thủ môn cũ, Walker-cho rằng nó trái với quan điểm phổ biến rằng-thủ môn có thể làm huấn luyện viên tốt vì sự tuyệt vời của họ trong các trận đấu đã làm cho họ phát triển các chiến thuật tốt và nâng cao những nhận thức. Việc huấn luyện Norwich City năm 2009 cũng là những kinh nghiệm duy nhất của ông trong việc quản lý và huấn luyện bóng đá chuyên nghiệp và ông sau đó đã chuyển sang công việc kinh doanh.

### Tổng cộng sự nghiệp huấn luyện
Tính đến 6 tháng 9 năm 2009
| Đội          | Ở   | Từ                  | Đến                 | Kết quả | Kết quả | Kết quả | Kết quả | Kết quả       |
| Đội          | Ở   | Từ                  | Đến                 | ST      | T       | H       | B       | Tỷ lệ % thắng |
| ------------ | --- | ------------------- | ------------------- | ------- | ------- | ------- | ------- | ------------- |
| Norwich City | Anh | 16 tháng 1 năm 2009 | 14 tháng 8 năm 2009 | 21      | 6       | 5       | 10      | 28.57         |

## Hậu bóng đá
Gunn bắt đầu làm việc từ tháng 11 năm 2009 là giám đốc phát triển kinh doanh của OneStream, một phần của Công ty Điện thoại kỹ thuật số Anh, có trụ sở tại Great Yarmouth. Vai trò và công việc của ông là để "thúc đẩy sự giao tiếp và các giải pháp làm việc di động".
Năm 2011, Gunn tuyên bố ông sẽ rời khỏi OneStream và bắt đầu một công việc mới ở một công ty thể thao. Trong vai trò mới của mình với việc là giám đốc tuyển dụng tài năng trẻ tại một cơ quan thể thao, ông chịu trách nhiệm về việc tuyển dụng cầu thủ trẻ.

## Gia đình và đời tư
Vợ Gunn, Susan, là một họa sĩ. Cô đã giành giải thưởng mĩ thuật tại lễ khai mạc giải Sovereign trong năm 2008, trong đó bao gồm một giải thưởng tiền mặt trị giá 25.000€. Theo The Daily Telegraph, trước khi kết hôn, Susan là "một nữ hoàng sắc đẹp về mô hình đồ lót" người "hình thành một doanh nghiệp thời trang". Hai người gặp nhau ở Tây Ban Nha, nơi mà Susan đã có một công ty về trang phục lễ cưới, khi Gunn đang có kỳ nghỉ. Cô ấy nói với tờ Telegraph: "Khi tôi lần đầu tiên gặp Bryan, tôi không biết gì về bóng đá và không có ý tưởng gì với anh anh là vì anh ấy nói với tôi, anh là một thợ mộc" Gunn giải thích rằng ông không chắc chắn về những thái độ của cô khi có chồng là cầu thủ bóng đá sau đó ông thú nhận bằng cách gọi điện thoại với cô. Ông đề nghị hai người suy nghĩ trong thời hạn ba ngày kể từ ngày họ có cuộc gọi, và họ đã kết hôn vào năm sau. Họ sống tại Framingham Pigot, gần Norwich, cho đến khi chuyển đến Cheshire vào tháng 5 năm 2011, và hiện nay tại Alderley Edge.
Vợ chồng Gunn có ba người con: Francesca, Melissa và Angus. Melissa là một người mẫu, trong khi con trai của họ, Angus, là một cầu thủ bóng đá và cũng là thủ môn, giống như cha của anh. Trên sách kê khai ghi anh là một cầu thủ trẻ tại Norwich City, trong tháng 10 năm 2010 anh đã được gọi vào đội U-16 Anh, một năm trước khi đủ tuổi. Tháng 7 năm 2011, Angus gia nhập Manchester City, "phản xạ sắc nét và cổ tay khỏe" và có "nhiều tham vọng".
Theo Scotland on Sunday, Gunn bị viêm cột sống dính khớp, "có tình trạng thấp khớp cột sống", được chẩn đoán vào khoảng năm 1995, "mà ông đã kiểm soát tới việc dùng các loại thuốc" Ông xuất hiện trong một câu đố vui nổi tiếng về bóng đá trên ITV2 với tên gọi "Lấy sân" cùng với ca sĩ Fish.
Cuốn tự truyện của Gunn, Where is Hurts: My Autobiography xuất bản năm 2006, có một lời nói đầu của huấn luyện viên cũ của ông, Alex Ferguson. Ông cho biết về việc viết cuốn sách, "nó đã gắn với rất nhiều những kỷ niệm đẹp và rất nhiều kỷ niệm khó quên". Cuốn sách được mô tả bởi The Times là "đã có những sự hài hước sắc nét và quan sát sắc sảo". Những nhà xuất bản đã đồng ý tặng một bảng vào Quỹ ủng hộ và kêu gọi phòng chống bệnh bạch cầu của Gunn cho mỗi cuốn sách được bán ra.

### Kêu gọi chống bệnh bạch cầu
Năm 1992, con gái hai tuổi của Gunn, Francesca, được chẩn đoán mắc bệnh bạch cầu. Người hâm mộ Norwich City đã lần đầu tiên ngạc nhiên khi nhìn thấy thủ môn xuất hiện với một cái đầu hoàn toàn được cắt trọc.
Theo lời của tác giả và một cổ động viên ủng hộ Norwich, Kevin Baldwin, "Đôi khi, khoảng cách giữa người hâm mộ và các cầu thủ có thể gây ra những hiểu lầm đáng tiếc. Vài tháng trước, Gunn cạo trọc đầu của mình và tất cả chúng ta cười anh... Tôi đặc biệt quan tâm... hét lên "Baldy!... Bây giờ biết rằng con gái của ông đã phải trải qua việc điều trị bằng hóa chất vào thời điểm đó, làm cho mái tóc của nó bị cắt bỏ. Ông cạo trọc đầu của mình để cho cô ấy biết rằng điều này là không có gì phải xấu hổ cả. Xin lỗi, Bryan. Khi tin tức đã lan truyền về những lý do cho việc cạo đàu của Gunn, ông đã nhận được những sự hỗ trợ của toàn bộ thế giới thể thao và người dân vùng Norfolk.
Gunn mô tả các giai đoạn của bệnh và sự tử vong của Francesca và làm thế nào để nó khiến ông phải suy nghĩ về sự nghiệp của mình: 
"Chúng tôi đã có một cuộc sống tốt đẹp... tuy nhiên sau đó Francesca bị bệnh. Trong trận đấu vào mùa thu năm 1992... đội bóng của chúng tôi thua trận với tỷ số 7-1 trước Blackburn. Đội bóng ở trong một khách sạn ảm đạm, trời mưa không ngừng và tôi chỉ muốn được trở về nhà. Với những sự suy nghĩ muộn màng của bạn, Tại sao mà tôi đã chơi ở các địa ngục đẫm máu? Rất lâu sau đó, Francesca đã qua đời. Cô đang ngủ giữa chúng tôi. Tôi nhận ra những gì đã xảy ra và đánh thức Susan. Chúng tôi ôm Francesca và khóc".
Francesca qua đời năm 1992, ở tuổi hai. Gunn đã chơi một trận đấu với Norwich đấu đối thủ Queens Park Rangers tại Carrow Road chỉ vài ngày sau khi con gái ông qua đời, ông đã nói về nó, "Khi tôi chạy ra, tôi nghĩ, wow, tôi có thể cảm thấy toàn bộ tình yêu của tôi với cái sân, tôi không bao giờ nghĩ về việc rời nó" Vào cuối mùa giải, Gunn giành cầu thủ xuất sắc nhất năm của Norwich. Vì câu lạc bộ đứng thứ ba tại Premiership, vị trí cao nhất tại giải vô địch của chúng tôi. Sau cái chết của Francesca, Gunn thành lập "Quỹ ủng hộ và kêu gọi phòng chống bệnh bạch cầu Bryan Gunn", một quỹ để quyên góp tiền để chống lại căn bệnh này. Ban đầu ông đặt mục tiêu đạt số tiền 10.000 bảng. nhưng vào năm 2011 quỹ của ông đạt số tiền 1 triệu bảng, dưới sự bảo trợ của Dove Trust. Quỹ nhằm giải quyết ba vấn đề: 
"Xây dựng bệnh viện tại các địa phương để có thể đối phó tốt khi phát hiện trẻ em bị bệnh trong những bệnh nhân đang phải ngoại trú ở các căn hộ gần đó và nâng trình độ đào tạo cho các y tá và các nhân viên khác tham gia vào việc chăm sóc trẻ em bị bệnh bạch cầu trên và từ đó tận dụng được sức lao động để có thể chữa bệnh. Hơn nữa nó sẽ hỗ trợ cho việc nghiên cứu sâu hơn về nguyên nhân và phương pháp chữa trị bệnh bạch cầu."
Những tham vọng lần thứ ba đã thúc đẩy các nguồn tài trợ về việc nghiên cứu bệnh bạch cầu ở Norwich tại Đại học East Anglia. Gunn nói: 
"Mục đích cuối cùng là để tìm cách chữa trị và nếu có thể được thì sẽ thực hiện trong phòng thí nghiệm tại Đại học East Anglia mang tên Francesca, sau đó nó sẽ là một bằng chứng lớn nhất về bạch cầu của tất cả chúng tôi. Norwich hiện nay là một trong những trung tâm hàng đầu về nghiên cứu bệnh bạch cầu và đã liên kết với hệ thống máy tính trên toàn thế giới, hy vọng chúng tôi sẽ đạt được điều đó.
Ngoài các nghiên cứu, Gunn đã làm một đường dây nóng về việc hỗ trợ và cung cấp những tư vấn cho cha mẹ của trẻ em bị bệnh bạch cầu hoặc các tính chất, loại khác của bệnh ung thư. Được biết đến với chương trình Nối lại niềm tin (viết tắt của Quỹ hỗ trợ các bậc phụ huynh Gunn), tổ chức này đã nhanh chóng phát triển. Từ việc thử nghiệm thí điểm ban đầu của chương trình này ở Norfolk vào đầu năm 2004, nó mở rộng đến các "khu vực phía đông" vào cuối năm ấy, và trên toàn quốc vào đầu năm 2006. Sự hấp dẫn của nó cũng đã tài trợ cho việc nghiên cứu và hỗ trợ các công việc khác.

## Lối chơi, tính cách, những thành tựu và dấu ấn
Là một cầu thủ, Gunn đã được mô tả như là một "một cầu thủ đầu đàn và một sự xuất hiện lớn" theo huấn luyện viên của ông tại Hibernian, Alex McLeish. Huấn luyện viên Aberdeen Alex Ferguson nhớ lại, "điều đặc biệt đầu tiên đối với tôi là về nhân cách của cậu ta. Điều đó thể hiện rất rõ rằng... cậu ta là một người rất ấm áp, thân mật và đáng yêu", và nói thêm "Cậu ta là một thủ môn trẻ tài năng... hoàn toàn chuyên nghiệp và tôi không bao giờ có thể phát hiện những lỗi kỷ luật, và phát hiện được nỗ lực và sự trung thành của cậu ấy."
Gunn đã một "mối quan hệ tuyệt vời với những cổ động viên Norwich". Là một cầu thủ, ông thích "trêu chọc người hâm mộ trong trận đấu" Trước mỗi một hiệp của một trận đấu, Gunn thường chạy về phía khung thành của mình và giả vờ cố gắng đẩy cú sút bóng đi vọt xà. Gunn nói rằng, đó là một thói quen, ông đã có thói quen này khi còn là một cầu thủ trẻ, và không thể nhớ làm thế nào hay tại sao ông lại thực hiện được điều đó. Các fan Norwich nhận thấy nó ngay sau khi ông đến câu lạc bộ và nói theo phong cách của Gunn, "sẽ chờ đến khi tôi ra sân và sau đó bắt đầu bằng nói nhỏ từ "Wooo...", hứa sẽ xây dựng Norwich thành một đội bóng toàn diện, còn "WOOOO... AH!...", là tôi yêu thích nó và đến gần khung gỗ để tự cục đầu vào nó một vài lần". Trong trận đấu, ông sẽ để một tai của mình nghe những tiếng reo hò từ phía người hâm mộ: "Bryan, Bryan, cho chúng ta một sự tự tin".
Gunn được xem như là "một huyền thoại ở Norwich", đó là kết quả của hơn mười năm mà ông đã chơi bóng với tư cách là một cầu thủ chính thức của câu lạc bộ. Năm 2002, ông là một trong 25 thành viên đầu tiên của hội cầu thủ đáng chú ý Norwich City. Trong một cuộc bầu chọn "Cầu thủ bóng đá được hâm mộ nhất" vào năm 2005, fan hâm mộ bình chọn cho "cầu thủ được hâm mộ tại Norwich" và Gunn kết thúc ở vị trí thứ nhất. Ông đã giành được 37% số phiếu, vượt qua Robert Fleck và Iwan Roberts. Gunn là một trong chín cầu thủ hai lần giành giải thưởng cầu thủ xuất sắc nhất năm của Norwich City, vào các năm 1988 và 1993, và thủ môn duy nhất lọt được vào danh sách này. Vào năm 2003, trong các hoạt động kỷ niệm 10 năm thành lập Giải bóng đá Ngoại hạng Anh, ông là một trong 10 cầu thủ giành giải thưởng "cầu thủ có đóng góp nổi bật cho giải đấu" của Premier League (đã được công nhận bởi chính ban tổ chức giải đấu này). Để tôn vinh thành tích của ông đối với Norwich City và công việc từ thiện được hưởng ứng và nghiên cứu được hưởng lợi tại các trường đại học địa phương, năm 2002, Gunn được phong làm cảnh sát trưởng của Norwich City.